# Héctor Ortiz Benítez
Héctor Ortiz Benítez (20 de diciembre de 1928-1996) fue un futbolista mexicano. Durante la Copa Mundial de Fútbol de 1950 jugó contra Brasil, Yugoslavia y Suiza. En el juego contra los yugoslavos, marcó al minuto 88' el primer gol del mundial al portero Srđan Mrkušić de penal, luego de que este le cometiera una falta a José Guadalupe Velázquez. El marcador fue de 4–1 favor Yugoslavia. Durante el encuentro Horacio Casarín y Ortiz dominaron la posesión al inicio.

## Clubes
| Club      | País   | Año       |
| --------- | ------ | --------- |
| Marte     | México | 1948-1952 |
| Zacatepec | México | 1952-1958 |

## Participaciones en Copas del Mundo
| Mundial                        | Sede   | Resultado    |
| ------------------------------ | ------ | ------------ |
| Copa Mundial de Fútbol de 1950 | Brasil | Primera Fase |